# 董纯 (1903年)
董纯（1903年—1955年），又名亭心、元英、仲英、毅如、伸真，湖南平江人，中华人民共和国政治人物，湖南省妇联原主任、全国妇联第二届执委。1954年，当选第一届全国人民代表大会代表。